# إلياس الرابع معوض
البطريرك الياس الرابع معوّض (1914 - 21 حزيران 1979)
بطريرك أنطاكية وسائر المشرق للروم الأرثوذكس وخليفة بطرس وبولس لكنيسة أنطاكية الأرثوذكسية.

## حياته
ولد في عام 1914 في لبنان لعائلة مسيحية أرثوذكسية ، رسّم شماساً عام 1932 وتخرج من معهد خالكي اللاهوتي عام 1939 ، وفي عام 1950 عيّن مطراناً على حلب والاسكندرونة ، عام 1970 انتخب ليكون بطريرك أنطاكية خلفاً للبطريرك ثيوذوسيوس السادس.
توفي البطريرك الياس الرابع في دمشق بتاريخ 21 حزيران 1979 إثر نوبة قلبية

## موقفه من قضية فلسطين
كان البطريرك مؤيداً صريحاً لحق الفلسطينيين في إقامة وطن ومن أبرز مواقفه :
في عام 1974 شارك في القمة الثانية لمنظمة التعاون الاسلامي في لاهور ، ولقّبه الملك فيصل بلقب بطريرك العرب .
كما مثّل الكنيسة الأنطاكية الأرثوذكسية في عدة مؤتمرات أرثوذكسية وشارك في الندوة العالمية للمسيحيين التي انعقدت في بيروت في عام 1970 من أجل فلسطين .
والتقى البطريرك إلياس بالرئيس الأمريكي جيمي كارتر ، وبذلك يكون أول بطريرك أنطاكي يزور الولايات المتحدة ، وأكّد في حديثه على ضرورة إحلال السلام في الشرق الاوسط وذلك يقتضي دعم استقلال الفلسطينيين .
كما قال في أثناء زيارته للملك خالد بن عبد العزيز في المملكة العربية السعودية أنَّه "لا حاجة للتذكير بأن القدس ليست القيامة فقط ولكنها مكان الإسراء والمعراج ولذلك فهي صلة وصل عميقة بين أصحاب الإيمان بالله الواحد الأحد. وإنّ كل من هم سوانا ضيوف علينا في تلك المدينة المقدسة ليس إلا. إننا نضع يداً بيد للعمل ما استطعنا في سبيل إبقاء القدس مدينة عربية قبلة لجميع المؤمنين بالله وباباً وحياً منفتحاً على العالم بأسره"